# Titularerzbistum Gortyna
Gortyna (ital.: Gortina) ist ein Titularerzbistum der römisch-katholischen Kirche.
Es geht zurück auf einen untergegangenen Bischofssitz in der gleichnamigen antiken Stadt, die in der römischen Provinz Creta et Cyrene bzw. in der Spätantike Creta lag. 
| Titularerzbischöfe von Gortyna |                                 |                                                                                              |                    |                    |
| Nr.                            | Name                            | Amt                                                                                          | von                | bis                |
| 1                              | Petrus Joannes Kerkhervé        |                                                                                              | 27. Juli 1762      | 22. Januar 1766    |
| 2                              | Jacques-Benjamin Longer MEP     | Apostolischer Koadjutorvikar von West-Tonking Apostolischer Vikar von West-Tonking (Vietnam) | 3. April 1787      | 8. Februar 1831    |
| 3                              | Leonard Neale SJ                | Koadjutorbischof von Baltimore (USA)                                                         | 17. April 1795     | 3. Dezember 1815   |
| 4                              | Vincenzo Velardita              | Weihbischof in Piazza Armerina (Italien)                                                     | 23. Juni 1834      |                    |
| 5                              | Ludovico Marangoni OFMConv      | Apostolischer Visitator im Vikariat Moldau (Rumänien)                                        | 22. Dezember 1874  | 21. September 1877 |
| 6                              | Francisco Javier Zaldúa         | Weihbischof in Medellín (Kolumbien)                                                          | 25. September 1882 |                    |
| 7                              | Donato Raffaele Sbarretti Tazza | Apostolischer Delegat                                                                        | 16. September 1901 | 16. Dezember 1901  |
| 8                              | Francesco Trotta                | emeritierter Bischof von Teramo (Italien)                                                    | 1902               | 15. August 1906    |
| 9                              | Ronald MacDonald                | emeritierter Bischof von Harbour Grace (Kanada)                                              | 3. September 1906  | 17. September 1912 |
| 10                             | Thomas O’Shea SM                | Koadjutorerzbischof von Wellington (Neuseeland)                                              | 9. Mai 1913        | 3. Januar 1935     |
| 11                             | Edward Joseph Hanna             | emeritierter Erzbischof von San Francisco (USA)                                              | 2. März 1935       | 10. Juli 1944      |
| 12                             | Giuseppe Burzio                 | Apostolischer Nuntius und Kurienerzbischof                                                   | 8. Mai 1946        | 10. Februar 1966   |
| 13                             | Victor Frederick Foley          | emeritierter Erzbischof von Suva (Fidschi)                                                   | 1. Januar 1967     | 12. Januar 1987    |